# Idaea gracilipennis
Idaea gracilipennis är en fjärilsart som beskrevs av W. Warren 1901. Idaea gracilipennis ingår i släktet Idaea och familjen mätare. Inga underarter finns listade i Catalogue of Life.